# 阿克菲爾德
阿克菲爾德（英語：Uckfield）是英國英格蘭東南部東薩塞克斯郡的一個城鎮，屬於威爾登區。2001年時，阿克菲爾德有人口13,697人。

## 外部連結
- 维基共享资源上的相關多媒體資源：阿克菲爾德
- Template:Wikivoyage inline
- 中的“阿克菲爾德”